# Triancyra hirashimai
Triancyra hirashimai är en stekelart som beskrevs av Setsuya Momoi 1970. Triancyra hirashimai ingår i släktet Triancyra och familjen brokparasitsteklar. Inga underarter finns listade i Catalogue of Life.